# Gmina Dobrzyca
Die Gmina Dobrzyca [dɔ'bʒɨtsa] ist eine Stadt-und-Land-Gemeinde im Powiat Pleszewski der Woiwodschaft Großpolen in Polen. Ihr Sitz ist die gleichnamige Stadt (deutsch Dobrzyca, um 1900 Dobberschütz) mit etwa 3100 Einwohnern.

## Geschichte
Von 1975 bis 1998 gehörte die Landgemeinde Dobrzyca zur Woiwodschaft Kalisz. Zum 1. Januar 2014 erhielt Dobrzyca die Stadtrechte und die Gemeinde ihren gegenwärtigen Status.

## Gliederung
Die Stadt-und-Land-Gemeinde (gmina miejsko-wiejska) Dobrzyca besteht aus der Stadt mit den Schulzenämtern (sołectwa) Dobrzyca und Dobrzyca-Nowy Świat sowie aus 15 Dörfern mit Schulzenämtern:
| Name           | deutscher Name (1815–1919)                          | deutscher Name (1939–1945)                  |
| -------------- | --------------------------------------------------- | ------------------------------------------- |
| Czarnuszka     | Czarnuszka 1908–1919 Schwarzwaldau                  | Schwarzwaldau                               |
| Fabianów       | Fabianow                                            | Ottosfelde                                  |
| Galew          | Galewo                                              |                                             |
| Izbiczno       | Izbiczno 1905–1919 Eichdorf                         | 1939–1943 Eichdorf 1943–1945 Langeneichdorf |
| Karmin         | Karmin                                              | Buchenhof                                   |
| Karminek       | Karminek                                            | Kleinrothendorf                             |
| Karminiec      | Rothendorf                                          | Rothendorf                                  |
| Koźminiec      | Deutsch Koschmin Hauland 1905–1919 Deutsch Koschmin | Horlebrunn                                  |
| Lutynia        | Lutynia                                             | Lutinia                                     |
| Polskie Olędry | Polnisch Koschmin Hauland                           | Horlenhauland                               |
| Sośnica        | Sosnica 1905–1919 Steinicksheim                     | Steinicksheim                               |
| Sośniczka      | Sosnica Hauland 1905–1919 Blumenau                  | Blumenau                                    |
| Strzyżew       | Grünau                                              | Grünau                                      |
| Trzebin        | Trzebin 1907–1919 Ellerode                          | Ellerode                                    |
| Trzebowa       | Trzebow                                             |                                             |

Kleinere Orte sind Gustawów (Vorwerk Gustawowo, Gustelfeld), Nowy Karmin (Neu Karmin, Neurothendorf) und Ruda (Vorwerk Ruda).